# Povertà energetica
Per povertà energetica si intende l'incapacità da parte di  famiglie o individui di acquistare un paniere minimo di beni e servizi energetici, con conseguenze sul loro benessere.
Un adeguato riscaldamento, raffreddamento ed illuminazione delle abitazioni, la possibilità di accedere all'energia, sono servizi essenziali necessari per garantire uno standard di vita adeguato e la salute dei cittadini e per facilitare l'inclusione sociale.
La povertà energetica si concretizza in una situazione nella quale una famiglia o un individuo non raggiunge un adeguato livello di servizi energetici essenziali a causa di una combinazione di basso reddito, spesa per l’energia elevata e bassa efficienza energetica nelle proprie case. Si stima che più di 50 milioni di famiglie nella sola Unione Europea vivano in una condizione di povertà energetica. 
Secondo l'Energy Poverty Action initiative del World Economic Forum, l'"accesso all'energia è fondamentale per migliorare la qualità della vita ed è un imperativo chiave per lo sviluppo economico". Nei paesi in via di sviluppo, circa ottocento milioni di persone non hanno accesso all'elettricità.  Alla luce di questi dati, il  contrasto alla povertà energetica ha trovato posto nell'Agenda 2030 dell'Organizzazione delle Nazioni Unite tra le azioni previste all'interno dell'obiettivo di sviluppo sostenibile n. 7 "Assicurare a tutti l’accesso a sistemi di energia economici, affidabili, sostenibili e moderni".

## Misurazione
A livello europeo non è ancora stata individuata una misura condivisa di povertà energetica, rendendo difficile una sua quantificazione e una valutazione dell’efficacia delle misure di contrasto. Una prima classe di misure valuta il numero di famiglie che sottraggono un ammontare eccessivo di risorse per far fronte alle proprie spese energetiche. Un secondo tipo di indicatori rileva invece uno stato “soggettivo” di PE, ad esempio perché la famiglia dichiara di non riuscire a riscaldare adeguatamente l'abitazione in cui vive, modello peraltro adottato dalla Commissione europea nelle sue valutazioni della Energy Union. Infine è possibile costruire indicatori compositi che considerano sia il verificarsi di una spesa energetica al di sopra di una certa soglia sia una capacità reddituale o di spesa (al netto dei costi energetici) inferiore alla soglia di povertà (c.d. indicatori Low-Income High-Costs) 

### Misurazione della povertà energetica in Italia
La Strategia energetica nazionale (SEN) del 2017 propone una misura della povertà energetica per l’Italia del tipo oggettivo-relativa che si ispira a quella “low income-high costs” dell’Inghilterra . La stessa misura è stata utilizzata dal Governo Italiano nella proposta di Piano integrato energia e clima, inviata alla Commissione europea alla fine del 2020.
La misura di povertà energetica della Strategia energetica nazionale considera congiuntamente:
- la presenza di un livello elevato della spesa energetica;
- un ammontare della spesa complessiva (al netto delle spese energetiche) inferiore alla soglia di povertà relativa;
- un valore nullo per l’acquisto di prodotti per il riscaldamento per le famiglie con una spesa complessiva inferiore alla mediana.

In base a tale misura, nel periodo 2004-2020, la percentuale di famiglie italiane in stato di PE è stata pari a circa l’8 per cento del totale (2,1 milioni di famiglie), con un’incidenza nel Mezzogiorno pari al 14 per cento. 

## L'intervento pubblico per il contrasto alla povertà energetica
L'intervento pubblico sui mercati energetici deve affrontare quello che è stato definito dal World Energy Council il trilemma dell'energia: il simultaneo perseguimento di sicurezza energetica, sostenibilità ambientale e di un accesso socialmente equo alle fonti energetiche . I primi interventi sul terzo aspetto del trilemma si sono configurati in Europa come interventi di tutela dei clienti vulnerabili.

### La tutela dei clienti vulnerabili nel terzo pacchetto energia
Con il Terzo pacchetto energia , la Commissione europea richiede agli stati membri la tutela dei clienti vulnerabili. Tuttavia la loro definizione non è stata condivisa ed è lasciata a ciascuno Stato membro, così come l'individuazione delle misure necessarie al contrasto del fenomeno.

### Interventi pubblici in Italia: bonus elettrico e bonus gas
In Italia si è verificato il paradosso per cui, anche in mancanza di una misura ufficiale di vulnerabilità energetica, sono stati avviati specifici strumenti di contrasto a tale fenomeno (il “bonus elettrico” e il “bonus gas”). L’Autorità per l’energia elettrica, il gas ed il sistema idrico (AEEGSI) ha colmato in parte questo deficit informativo nel Rapporto sull’andamento delle misure di sostegno ai clienti vulnerabili del 2014, definendo vulnerabili le famiglie che destinano oltre il 5 per cento del loro reddito all’acquisto di energia elettrica e oltre il 10 per il gas .

## Filantropia energetica
La filantropia energetica è la filantropia che finanzia la ricerca ed i progetti innovativi ed infrastrutturali nel campo dell'energia rinnovabile; i filantropi possono essere degli attori fondamentali per permettere l'utilizzo diffuso delle fonti di energia rinnovabile e guidare la transizione verso un'economia basata sull'energia pulita. Questo, non comporta solo un aiuto a combattere il cambiamento climatico, ma porta anche benefici concreti in termini di riduzione dell'inquinamento atmosferico, benefici culturali e di salute pubblica.
Secondo la rivista "Stanford Social Information Review" della Stanford University, i principali aspetti che riguardano la filantropia energetica riguardano: la ricerca, la politica, l'innovazione e la fornitura di servizi energetici.
La ricerca è mirata a comprendere le necessità per garantire l'abbondanza di energia pulita, anche in termini economici. La politica può sostenere una promozione di cambiamento al modo di accesso all'energia e di innovazione sia negli stati sviluppati come nei paesi in via di sviluppo. Per quanto riguarda l'innovazione, i finanziatori possono supportare gli innovatori nello sviluppo di nuove idee su questi temi. Infine, la fornitura di servizi energetici può essere supportata dai filantropi come aiuto all'accesso dell'energia a coloro che risultano in povertà estrema.
Tra le iniziative di innovazione che tendono a concretizzare gli obiettivi di una filantropia energetica per un contrasto alla povertà si citano: i progetti per l'organizzazione e la raccolta delle donazioni per un sostegno al pagamento delle bollette dei soggetti in stato di povertà, la produzione e la donazione diretta di energia pulita da parte di volontari verso gli accumulatori di attività volte alla solidarietà, culturali o da parte di clienti di esercizi commerciali come forma economica o simbolica di sostegno energetico, la raccolta di donazioni per l'acquisto di vere e proprie interfacce rinnovabili come aiuto alla riduzione della spesa dei consumi in bolletta.